# Ted Grant
Edward „Ted“ Grant, geboren als Isaac Blank (* 9. Juli 1913 in Germiston, Südafrika; † 20. Juli 2006 in London) war ein südafrikanisch-englischer trotzkistischer Theoretiker und Autor.

## Leben
Isaac Blank, der spätere Ted Grant, war gebürtiger Südafrikaner. Seine Mutter war Französin und sein Vater Russe. Die Behandlung schwarzer Landarbeiter durch ihre weißen Chefs empfand der jugendliche Blank als menschenverachtend, sie empörte und politisierte ihn. Die Russische Revolution begeisterte Blank. Nach der Scheidung seiner Eltern nahm die Mutter Untermieter auf, unter welchen sich der Kommunist Ralph Lee befand. Durch ihn kamen der 15-jährige Blank und seine Schwester Zena in Kontakt mit der von Trotzki gegründeten Internationalen Linken Opposition und schlossen sich dieser Bewegung an. Zusammen mit einigen Weggefährten siedelte Blank Ende 1934 nach London über, wo ihm die Umstände für revolutionäre Arbeit besser zu sein schienen. Weil er und sein Genosse Max Basch nur Plätze auf dem Schiff einer deutschen Reederei für die Passage fanden, änderten sie aus Sicherheitsgründen ihre Namen in Edward Grant und Sid Frost, welche sie von Mitgliedern der Besatzung übernahmen.
Danach gab Grant statt seines Geburtsnamens stets „Blank“ („unbeschrieben“) als seinen früheren Nachnamen an. In den 1930er Jahren wollte er durch diese Geheimhaltung seine Familie vor faschistischer Verfolgung schützen. Seinen Geburtsnamen kannten zeit seines Lebens nur seine Familie und ausgewählte Freunde.
Seine Schriften befassten sich mit zeitgenössischen theoretischen Herausforderungen (sowjetische Besetzung in Osteuropa, Guerillakampf, wirtschaftlicher Aufschwung der westlichen Industrieländer) und sind Zeugnis politischer Auseinandersetzungen, die zu einer Serie von Spaltungen der trotzkistischen Weltbewegung führten.
Im Jahre 1983 wurden er und vier andere Mitglieder des Herausgebergremiums der Zeitschrift Militant auf Veranlassung des Vorsitzenden Michael Foot aus der Labour Party ausgeschlossen.
Als Grant 1992 nach internen Konflikten (aus seiner Sicht) aus dem CWI ausgeschlossen wurde, wirkte er, zusammen mit Alan Woods, am Neuaufbau der alten CWI-Struktur mit. Diese Organisation bezeichnet sich seit Sommer 2006 als Internationale Marxistische Tendenz.

## Politische Strategie
Revolutionäre Gruppen, die sich bewusst außerhalb jener „Massenorganisationen“ bewegten und bewegen werden von Grant und den „Grantisten“ i. d. R. als „Sekten“ bezeichnet.
Anders als im linken Spektrum üblich, wird der Sektenbegriff also nicht vorrangig auf die Ideologie und/oder auf die vermeintlich größere/kleinere Mitgliederzahl „konkurrierender“ „revolutionärer“ Gruppen, sondern auf deren Verhältnis zu den „Massenorganisationen der Arbeiterklasse“ bezogen. Wiederholt hat Grant jungen Trotzkisten die Maxime „Wendet euch von den Sekten ab!“ („Turn your back on the sects“) mit auf den Weg gegeben. Grant verstand den Begriff der politischen Sekte also weniger als eine polemische Kampfvokabel, sondern vielmehr als einen objektiven Begriff. Seine Definition war allerdings umstritten. Im Gegenzug ist Grants Strategie als „Langzeitentrismus“ bezeichnet und oft als eine versteckte Form des Reformismus und Opportunismus kritisiert worden von Seiten solcher revolutionären Kräften, die bewusst außerhalb solcher Verbände arbeiten. Ted Grant zeigte sich auf solche Anwürfen hin unaufgeregt und gab als Antwort häufig: „Laß die Geschichte entscheiden!“ („Let history decide!“). Dabei ging Grant von einer „historisch-politischen“ Betrachtungsweise aus: Revolutionäre Marxisten seien – egal ob ihre Organisationen ein paar Dutzend oder ein paar Tausend Mitglieder umfasst – unter gegebenen gesellschaftlichen Bedingungen in der Situation einer randständigen Minderheit. Diese könnten das Ziel, irgendwann in der Zukunft die gesamte Gesellschaft zu revolutionieren nur erreichen, wenn sie heutzutage zumindest schafften, die „rechten“ Arbeitermassenorganisationen in ihrem Sinne zu beeinflussen. Die notwendige politische Erfahrung könnten sie nur sammeln in der direkten Auseinandersetzung mit den politischen Ideologien und Repräsentanten des „Klassengegners“.

## Organisationen
Heute berufen sich fünf rivalisierende Dachorganisationen auf die politischen Lehren von Ted Grant:
- Committee for a Workers’ International (CWI)
- International Socialist Alternative (ISA)
- International Marxist Tendency (IMT)
- International Revolutionary Left (IRL)
- Internationalist Standpoint (IS)

In Deutschland arbeiten die grantistischen Gruppen Sozialistische Alternative (SAV), Sozialistische Organisation Solidarität (SOL), Der Funke – Marxistische Linke sowie Offensiv – Marxistische Organisation innerhalb der Linkspartei. Die Funke-Gruppe ist ferner ebenso im Jugendverband der SPD aktiv. In Österreich und der Schweiz arbeiten die Funke-Gruppen grundsätzlich innerhalb der Sozialdemokratie. Die zum CWI gehörende Sozialistische Offensive sowie die zur ISA gehörende Sozialistische LinksPartei (SLP) bilden hingegen unabhängige Organisationen.

## Werke
- The Unbroken Thread. The Development of Trotskyism over 40 Years (Selected Works), London 1989
- Aufstand der Vernunft (gemeinsam mit Alan Woods), London 1995, dt. Ausgabe 2002
- Russia: From Revolution to Counter-Revolution, Well Red Publications (englisch, 1997) ISBN 1-900007-02-9
- History of British Trotskysm, London  2002